# Derivace množiny
Derivace množiny {\displaystyle S} v topologickém prostoru je v obecné topologii (odvětví matematiky) množina všech limitních bodů množiny {\displaystyle S.} Obvykle se značí {\displaystyle S'.}
Derivaci množiny zavedl v roce 1872 Georg Cantor, který rozvinul teorii množin především pro studium derivovaných množin na reálné ose.

## Příklady
Intuitivní: Na množině {\displaystyle \mathbb {R} } všech reálných čísel s její obvyklou eukleidovskou topologií je derivací polootevřeného intervalu {\displaystyle \langle 0,1)} uzavřený interval {\displaystyle \langle 0,1\rangle .}
Neintuitivní: Uvažujme {\displaystyle \mathbb {R} } s topologií tvořenou prázdnou množinou a jakoukoli podmnožinou {\displaystyle \mathbb {R} ,} která obsahuje 1 (což je hodně neintuitivní pojetí otevřených množin). Derivace množiny {\displaystyle A=\{1\}} je {\displaystyle A'=\mathbb {R} \setminus \{1\}.}

## Vlastnosti
Pokud {\displaystyle A} a {\displaystyle B} jsou libovolné podmnožiny topologického prostoru {\displaystyle \left(X,{\mathcal {F}}\right),} pak derivace má následující vlastnosti:
- {\displaystyle \varnothing '=\varnothing }
- {\displaystyle a\in A'\implies a\in (A\setminus \{a\})'}
- {\displaystyle (A\cup B)'=A'\cup B'}
- {\displaystyle A\subseteq B\implies A'\subseteq B'}

Podmnožina {\displaystyle S} topologického prostoru je uzavřená právě tehdy, když {\displaystyle S'\subseteq S,}, neboli když {\displaystyle S} obsahuje všechny své limitní body. Pro jakoukoli podmnožinu {\displaystyle S} je množina {\displaystyle S\cup S'} uzavřená a je rovna uzávěru množiny {\displaystyle S} (tj. množině {\displaystyle {\overline {S}}}).
Derivace podmnožiny prostoru {\displaystyle X} obecně nemusí být uzavřená. Pokud vezmeme například {\displaystyle X=\{a,b\}} s triviální topologií, množina {\displaystyle S=\{a\}} má derivaci {\displaystyle S'=\{b\},} která v {\displaystyle X} není uzavřená. Derivace uzavřené množiny je však vždy uzavřená. (Důkaz: Předpokládejme, že {\displaystyle S} je uzavřená podmnožina {\displaystyle X,} což znamená, že {\displaystyle S'\subseteq S.} Aplikací derivace na obě strany dostaneme {\displaystyle S''\subseteq S',} takže {\displaystyle S'} je uzavřená v {\displaystyle X.}) Pokud {\displaystyle X} je navíc T1 prostor, pak derivace každé podmnožiny {\displaystyle X} je uzavřená v {\displaystyle X.}
Dvě podmnožiny {\displaystyle S} a {\displaystyle T} jsou oddělené právě tehdy, když jsou disjunktní a každá z nich je disjunktní s derivací druhé (derivace množin vzájemně disjunktní být nemusí). Tato podmínka se často zapisuje pomocí uzávěrů:
{\displaystyle \left(S\cap {\bar {T}}\right)\cup \left({\bar {S}}\cap T\right)=\varnothing ,}
a nazývá se Hausdorffova-Lennesova oddělovací podmínka.
Bijekce mezi dvěma topologickými prostory je homeomorfismem právě tehdy, když derivace obrazu (v druhém prostoru) jakékoli podmnožiny prvního prostoru je stejná jako obraz derivace této podmnožiny.
Prostor je T1 prostor, pokud každá množina obsahující pouze jeden bod je uzavřená. V T1 prostoru je derivace jednoprvkové množiny vždy prázdná (prostor ve druhém příkladě není T1 prostor). Z toho plyne, že v T1 prostorech je derivace jakékoli konečné množiny prázdná, a že pro jakoukoli podmnožinu {\displaystyle S} a jakýkoli bod {\displaystyle p} prostoru platí
{\displaystyle \left(S-\{p\}\right)'=S'=\left(S\cup \{p\}\right)'.}
Jinými slovy, derivace se nezmění, pokud výchozí množinu změníme přidáním nebo odstraněním konečného počtu bodů. Je možné také ukázat, že v T1 prostoru platí {\displaystyle \left(S'\right)'\subseteq S'} pro jakoukoli podmnožinu {\displaystyle S.}
Množina {\displaystyle S} taková, že {\displaystyle S\subseteq S',} se nazývá hustá v sobě a nemůže obsahovat žádné izolované body. Množina {\displaystyle S} taková, že {\displaystyle S=S',} se nazývá dokonalá. Dokonalá množina je tedy uzavřená a hustá v sobě, neboli jinak řečeno, je to uzavřená množina bez izolovaných bodů. Dokonalé množiny jsou obzvláště důležité při aplikaci Baireovy věty o kategoriích.
Cantorova–Bendixsonova věta říká, že jakýkoli polský prostor lze zapsat jako sjednocení spočetné množiny a dokonalé množiny. Protože jakákoli Gδ podmnožina polského prostoru je opět polský prostor, z této věty také plyne, že jakákoli Gδ podmnožina polského prostoru je sjednocením spočetné množiny a množiny, které je dokonalá vzhledem k indukované topologii.

## Topologie definovaná pomocí derivovaných množin
Protože homeomorfismy lze úplně popsat pomocí derivovaných množin, byly derivované množiny v topologii používány jako primitivní pojem. Množině bodů {\displaystyle X} lze přiřadit operátor {\displaystyle S\mapsto S^{*},} který zobrazuje podmnožiny {\displaystyle X} na podmnožiny {\displaystyle X} tak, že pro jakoukoli množinu {\displaystyle S} a jakýkoli bod {\displaystyle a} platí:
1. {\displaystyle \varnothing ^{*}=\varnothing }
2. {\displaystyle S^{**}\subseteq S^{*}\cup S}
3. {\displaystyle a\in S^{*}} implikuje {\displaystyle a\in (S\setminus \{a\})^{*}}
4. {\displaystyle (S\cup T)^{*}\subseteq S^{*}\cup T^{*}}
5. {\displaystyle S\subseteq T} implikuje {\displaystyle S^{*}\subseteq T^{*}.}

Množinu {\displaystyle S} nazveme uzavřenou, pokud {\displaystyle S^{*}\subseteq S} definuje topologii na prostoru, ve kterém {\displaystyle S\mapsto X^{*}} je operátorem derivace, tj. {\displaystyle S^{*}=S'.}

## Cantorova–Bendixsonova hodnost
Pro libovolné ordinální číslo {\displaystyle \alpha } definujeme {\displaystyle \alpha }-tou Cantorovu–Bendixsonovu derivaci topologického prostoru opakovanou aplikací operace derivace pomocí transfinitní indukce takto:
- {\displaystyle \displaystyle X^{0}=X}
- {\displaystyle \displaystyle X^{\alpha +1}=\left(X^{\alpha }\right)'}
- {\displaystyle \displaystyle X^{\lambda }=\bigcap _{\alpha <\lambda }X^{\alpha }} pro limitní ordinály {\displaystyle \lambda .}

Transfinitní posloupnost Cantorových–Bendixsonových derivací {\displaystyle X} musí být od jistého bodu konstantní. Nejmenší ordinál {\displaystyle \alpha } takový, že {\displaystyle X^{\alpha +1}=X^{\alpha }} se nazývá Cantorův–Bendixsonův stupeň {\displaystyle X.}